# Rock Springs (Wyoming)
Rock Springs ist eine Stadt im Sweetwater County des US-Bundesstaats Wyoming. Der in 2060 m über dem Meeresspiegel liegende Ort hatte im Jahr 2020 eine Einwohnerzahl von 23.526 Rock Springs erstreckt sich über ein Gebiet von 47,87 km². 

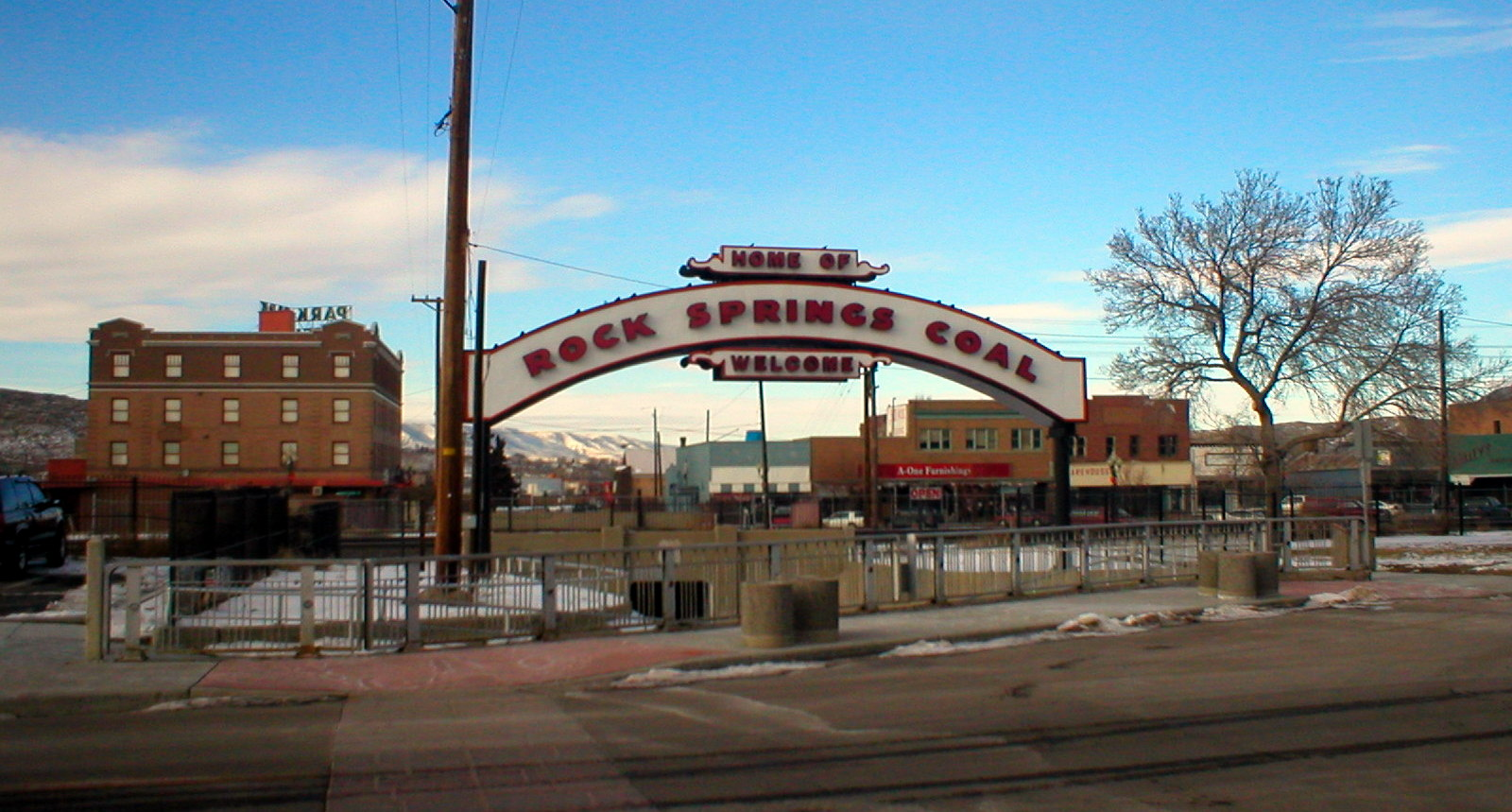
Rock Springs Coal sign.

Heute bestehen zahlreiche Förderunternehmen für Öl und Gas.

## Geschichte
Im Stadtgebiet lebten zunächst Shoshone und Ute, doch verhinderte der Wassermangel eine längerfristige Ansiedlung. 1850 entdeckte jedoch eine Militärexpedition unter Leitung von Captain Howard Stansbury Kohle in der Region. In den 1860er Jahren kam es zu Kontakten zwischen örtlichen Cheyennen und Euroamerikanern. 
Ab 1869 entstand ein Ort, der für die Verkehrsverbindungen eine gewisse Bedeutung erlangte. Während er 1870 nur 40 Einwohner zählte, waren es zehn Jahre später bereits 763. Skandinavische und britische Bergarbeiter begannen sich zu organisieren und traten 1875 in einen Streik, woraufhin die Kohlegesellschaft (UPCC) Chinesen engagierte, deren Einwanderung in die USA allerdings 1882 untersagt wurde.
Der Ort geriet durch das Rock-Springs-Massaker vom 2. September 1885 in die Schlagzeilen der amerikanischen Presse, bei dem etwa 150 streikende Bergleute der Union-Pacific-Kohlenmine 28 Chinesen ermordeten und 75 ihrer Häuser niederbrannten. Seit Jahren bemühten sich die Bergleute, sich gewerkschaftlich zu organisieren und für eine Verbesserung der Arbeitsbedingungen einzutreten. Doch die mächtige Eisenbahngesellschaft der Union Pacific brachte stattdessen chinesische Streikbrecher in die Region. Es entstand eine kleine Chinatown. Als die Eisenbahngesellschaft den Chinesen die besten Plätze einräumte, begannen die übrigen Bergleute, ihr Quartier anzugreifen. Zwar konnten die meisten Chinesen in die umgebenden Berge fliehen, doch die übrigen wurden schwer verletzt oder getötet. 
Am 9. September brachte die Armee die Chinesen zurück, 45 der weißen Bergleute wurden entlassen. Zu einem Gerichtsverfahren kam es nie. Bis zum Ersten Weltkrieg blieben zahlreiche Chinesen in der Stadt und feierten alljährlich ihr Drachenfest. Dies hing wohl damit zusammen, dass die UPCC nun Österreicher und Slawen, Italiener und Griechen, bald auch Koreaner und Japaner oder Mexikaner einstellte. 
Ab 1890 stieg die Einwohnerzahl der Kohle-, später Öl- und Gasstadt dementsprechend kontinuierlich an. Sie stieg von 3.406 bis 1900 auf 4.363, bis 1910 auf 5.778 und bis 1930 auf 8.440. 1925, als die Bundesregierung eine Neigung zur Segregation zeigte und damit rassistische Trends förderte, überzeugte der örtliche Baptistenpriester Steven Pyle den Lions Club, eine erste Internationale Nacht zu feiern. 1928 war sie so groß geworden, dass sie im Theater stattfinden musste. Erstmals wurde Diversität als erstrebenswertes Ziel propagiert. 
Weder Weltwirtschaftskrise noch Zweiter Weltkrieg unterbrachen dabei die Bevölkerungsentwicklung (1940: 9.827, 1950: 10.857 Einwohner). Erst in den 1960er Jahren kam es zu einer Stagnation, doch 1980 wies der Ort bereits 19.458 Einwohner auf.

## Persönlichkeiten
- Boyd Dowler (* 1937), American-Football-Spieler
- Karen Korfanta (* 1945), Skirennläuferin